# Sân bay quốc tế Funafuti
Sân bay quốc tế Funafuti (IATA: FUN, ICAO: NGFU) là một sân bay ở Funafuti, ở thủ đô của đảo quốc Tuvalu. Đây là sân bay quốc tế duy nhất ở Tuvalu. Fiji Airways có các chuyến bay giữa Suva và Funafuti.
Sân bay ở độ cao 3 m trên mực nước biển trung bình. Nó có một đường băng dài 1524m. Việc không có đèn chiếu sáng đường băng, thiết bị điều hướng hàng không và vô tuyến VHF tối thiểu có nghĩa là các hoạt động bị hạn chế vào ban ngày.

## Lịch sử

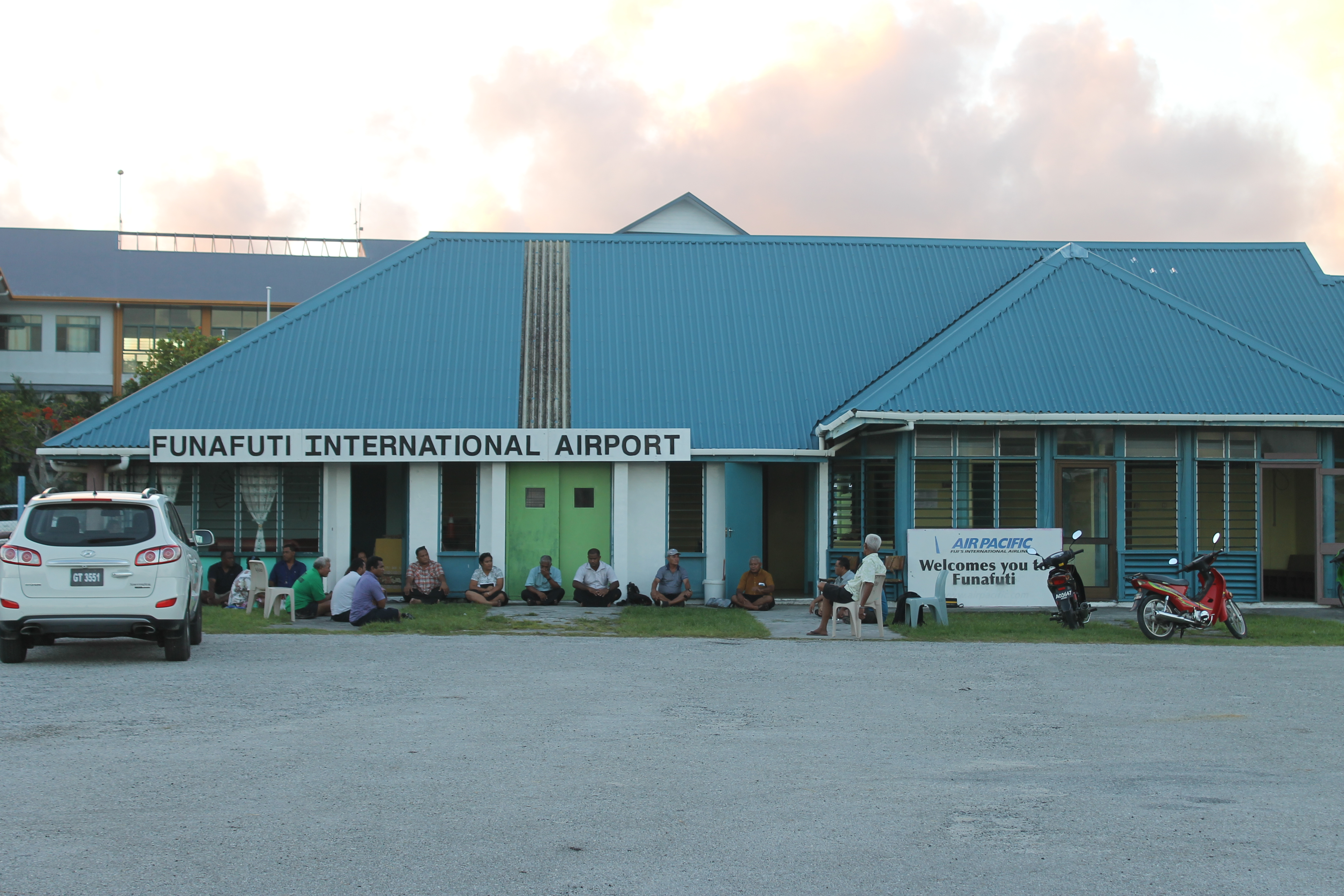
Nhà ga sân bay

Sân bay Funafuti được xây dựng bởi tiểu đoàn Seabee thuộc Tiểu đoàn Xây dựng Hải quân số 2 của Hải quân Hoa Kỳ vào năm 1943 trong chiến tranh thế giới thứ hai.
Sân bay quân sự bao gồm một đường băng, tháp điều khiển và các cơ sở, với một đài vô tuyến tại Tepuka, được kết nối bằng cáp với sân bay. Các tòa nhà trụ sở chính của căn cứ là nơi ở của Teagai Apelu ngày nay, và một boongke vẫn còn đó cho đến ngày nay.